# بنجامين برونفمان
بنجامين برونفمان (بالإنجليزية: Benjamin Bronfman)‏ هو موسيقي ورائد أعمال أمريكي، ولد في 6 أغسطس 1982 في نيويورك في الولايات المتحدة.

## وصلات خارجية
- بنجامين برونفمان على موقع ميوزك برينز (الإنجليزية)
- بنجامين برونفمان على موقع قاعدة بيانات برودواي على الإنترنت (الإنجليزية)
- بنجامين برونفمان على موقع أول ميوزيك (الإنجليزية)